# 河賀雄大
河賀 雄大（かが ゆうだい、1992年6月19日 - ）は、日本の自転車競技（ロードレース）選手。

## 人物・経歴
- 広島県広島市出身。
- 広島城北高校、立命館大学経済学部経済学科卒業。
- 2015年に地元に出来た新チーム、ヴィクトワール広島に所属し、同年、Jプロツアー群馬大会で10位に入るなど活躍[1]。
- 2016年も同チームに所属。
- 2017年はTeam UKYOReveに所属し、第4回 JBCF おおいたサイクルロードレースE1で優勝など、好成績をあげている。
- 2016年、2017年は広島県代表で国体のロードレースにも参加している。
- 2018年　eNShare-エルドラード所属しJPTに参加。
- 2020年　群馬day2のレースで３位表彰台。
- 2021年　eNShareレーシングチーム。
- 愛称は「ぴえーる」